# (9689) Freudenthal
(9689) Freudenthal ist ein Asteroid des Hauptgürtels, der am 24. September 1960 von dem niederländischen Astronomenehepaar Cornelis Johannes van Houten und Ingrid van Houten-Groeneveld entdeckt wurde. Die Entdeckung geschah im Rahmen des Palomar-Leiden-Surveys, bei dem von Tom Gehrels mit dem 120-cm-Oschin-Schmidt-Teleskop des Palomar-Observatoriums aufgenommene Feldplatten an der Universität Leiden durchmustert wurden.
Der Asteroid wurde am 5. Juli 2001 nach dem niederländischen Mathematiker und Wissenschaftsdidaktiker Hans Freudenthal (1905–1990) benannt, der mehrere Bücher über Mathematikdidaktik verfasste und 1937 seine Suspensions-Theoreme (Einhängungstheoreme) für topologische Räume veröffentlichte.